# 格拉蒙
格拉蒙（法語：Grammond，法語發音：[ɡʁamɔ̃]）是法国卢瓦尔省的一个市镇，位于该省东部偏南，属于蒙布里松区。

## 地理
格拉蒙（45°33'55"N, 4°26'29"E）面积8.13 平方千米，位于法国奥弗涅-罗讷-阿尔卑斯大区卢瓦尔省，该省份为法国中南部省份，北起顺时针与索恩-卢瓦尔省、罗讷省、伊泽尔省、阿尔代什省、上盧瓦爾省、多姆山省和阿列省接壤。
与格拉蒙接壤的市镇（或旧市镇、城区）包括：沙特吕、舍夫里耶尔、丰塔内斯、马尔瑟诺、雅雷地区圣克里斯托、夸斯河畔圣但尼。

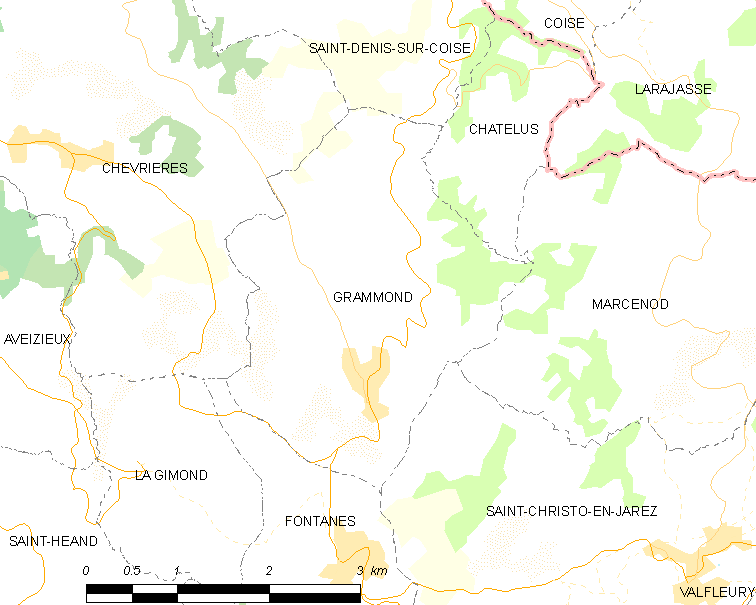
格拉蒙的OSM定位图

格拉蒙的时区为UTC+01:00、UTC+02:00（夏令时）。

## 行政
格拉蒙的邮政编码为42140，INSEE市镇编码为42102。

## 政治
格拉蒙所属的省级选区为弗尔县。

## 人口

1962-2008年间格拉蒙人口变化图示

格拉蒙于2022年1月1日时的人口数量为885人。